# Tatárjárás a Ruszban
A Magyarországot 1241-ben elpusztító tatárjárás a középkori Ruszt, a kijevi nagyfejedelemség utódállamait is sújtotta, két részben, 1223 és 1240 között.
A magyar államtól keletre fekvő szláv területeket Magyarország előtt támadták meg a Mongol Birodalom seregei. Számos város elpusztult, mint Rjazany, Kolomna, Moszkva, Vlagyimir és Kijev.
A háborút a Kalka menti csata vezette be 1223 májusában, ahol a mongolok a Rusz több fejedelemségének egyesített haderejét győzték le. Ekkor azonban a mongolok visszahúzódtak és nem vették birtokba a területeket. De a tatárok másfél évtizeddel később visszatértek, és Batu kán vezetésével 1237 és 1240 között megszállták a Ruszt. Ekkor a mongol hadak újra visszavonultak, hogy Ögödej nagykán halála után rendezzék az uralkodói öröklés ügyeit. A hódítás következménye azonban az lett, hogy a Rusz fejedelemségeinek be kellett hódolniuk a tatár Arany Hordának. Az alávetettség egyes vidékeken egészen 1480-ig tartott.
A mongol hódítást megkönnyítette a kijevi Rusz 13. századi felbomlása. Ennek nagyon messze ható történelmi következményei lettek. A keleti szláv nép három külön népre szakadt: a mai oroszokra, ukránokra és belaruszokra. Ezután emelkedhetett fel a Moszkvai Nagyfejedelemség.

## Háttér
A darabokra szakadó kijevi Rusznak a Távol-Kelet eddig ismeretlen régióiból jövő ellenállhatatlan hódítókkal kellett szembenéznie. "Bűneink miatt," írja a Rusz korabeli krónikása "ismeretlen nép érkezett hozzánk. Senki nem ismerte eredetüket vagy hogy honnan jöttek, vagy milyen vallást gyakoroltak. Csak az isten tudhatta, vagy a könyvek által bölcsek."
A Rusz fejedelmei a nomád kunoktól hallottak először a mongolok érkeztéről. A kunok, akik korábban szívesen fosztogatták a határvidéket, most már békés kapcsolatokra törekedtek, és így figyelmeztették szomszédaikat: "Ezek a szörnyű idegenek elfoglalták országunkat, és holnap a tiéteket fogják, ha nem siettek segítségünkre." Erre Bátor Msztyiszlav novgorodi fejedelem és III. Msztyiszláv kijevi nagyfejedelem összeszedték erőiket és megindultak kelet felé, hogy szembeszálljanak az új ellenséggel. 1223. május 31-én a Kalka menti csatában lelték vesztüket, egy viszonylag kicsi mongol sereg elleni ütközetben.
A győzelem után senki sem állta volna a mongolok útját, de visszavonultak és 13 évre eltűntek a régióból. Ezt az időt a Rusz fejedelmei nem felkészülésre fordították, hanem tovább folytatták viszálykodásaikat, amíg az ellenség vissza nem tért, és még nagyobb erővel.

## Batu inváziója
A következő hullámban Batu kán és Szubotáj a korábbinál nagyobb, 35 ezer fő körüli sereggel érkezett 1236 végén, és a Volga folyón átkelve lerohanták a Volgai Bolgárországot. Több, mint egy évükbe telt, mire megtörték a bolgárok, a kun-kipcsakok és az alánok ellenállását.

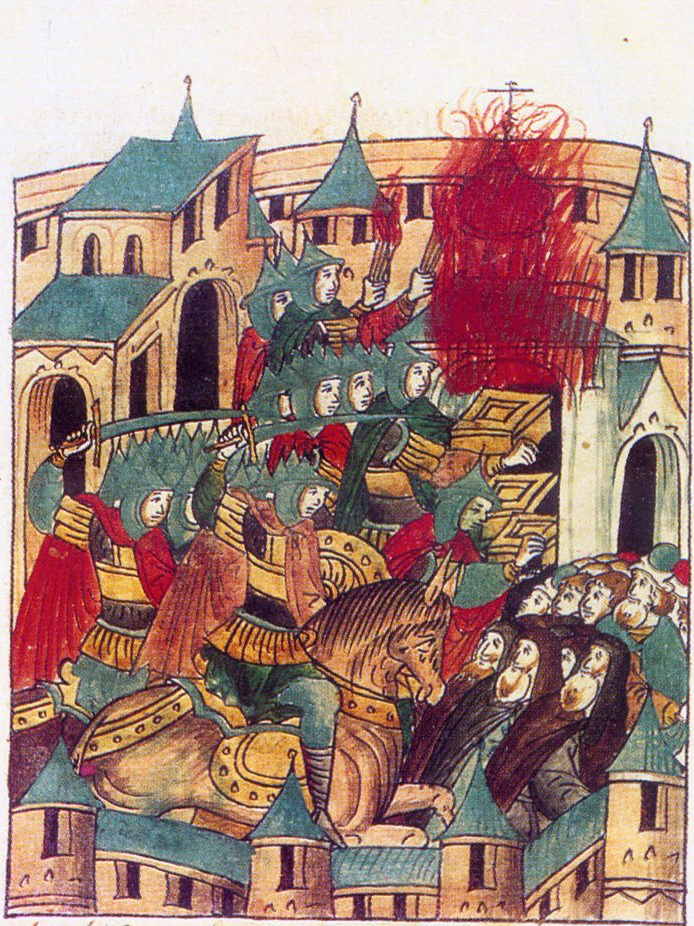
Batu kán kirabolja Szuzdalt 1238 februárjában, miniatúra egy 15. századi krónikában.

1237 novemberében Batu kán elküldte követeit II. György vlagyimiri nagyfejedelemhez és a megadását követelte. Egy hónappal később a tatárok megostromolták Rjazanyt. Hatnapnyi véres küzdelem után a város megsemmisült. A megrettent György a fiait küldte a hódítók ellen, de ők csúfosan kikaptak a tatároktól. Kolomna és Moszkva felégetése után a mongolok 1238. február 4-én ostrom alá vették Vlagyimirt. Három nappal később a várost elfoglalták és földig égették. A fejedelmi család a tűzbe veszett. Maga a nagyfejedelem észak felé vonult vissza. A Volgán átkelve új sereget gyűjtött, amit azonban a tatárok teljesen megsemmisítettek a Szity menti csatában március 4-én.
Ekkor Batu kán több részre osztotta a csapatait. A seregtestek 14 várost fosztottak ki a mai Oroszország területén: Rosztovot, Uglicsot, Jaroszlavlt, Kosztromát, Kasint, Szknyatyinót, Gorogyecet, Galicsot, Pereszlavl-Zalesszkijt, Jurjev-Polszkijt, Dmitrovot, Volokolamszkot, Tvert és Torzsokot.
A mongolok kínai ostromgépeket használtak. A legnehezebben a kis Kozelszket vették be, amelynek katonái a gyermek Vaszilij fejedelem és a város védelmében hét hétig kitartottak, és négyezer támadót öltek meg. A mongolok jöttének hírére a legenda szerint Kityezs városa minden lakójával együtt elmerült egy tóban és ma is ott van. Az egyedüli nagyvárosok, amelyek elkerülték a pusztulást Novgorod és Pszkov voltak. A mongolok megközelítették Novgorodot, de egyszercsak visszafordultak. A déli Ruszból menekülők többnyire északkelet felé vették az irányt, a Felső-Volga és az Oka közti erdős, gyenge földekre.
1238 közepén Batu kán letarolta a Krímet és alávetette Mordvinföldet. 1239 telén kifosztotta Csernyihivt (oroszul Csernyigov) és Perejaszlavt. Kijev ostroma 1240 decemberében szintén a mongolok győzelmével végződött. Danyilo halicsi fejedelem ellenállása ellenére Batu elfoglalta Halicsot és Vologyimir-Volinyszkijt is. Ezután a mongolok Magyarország és a széttagolt Lengyelország lerohanására indultak.

## A tatár iga

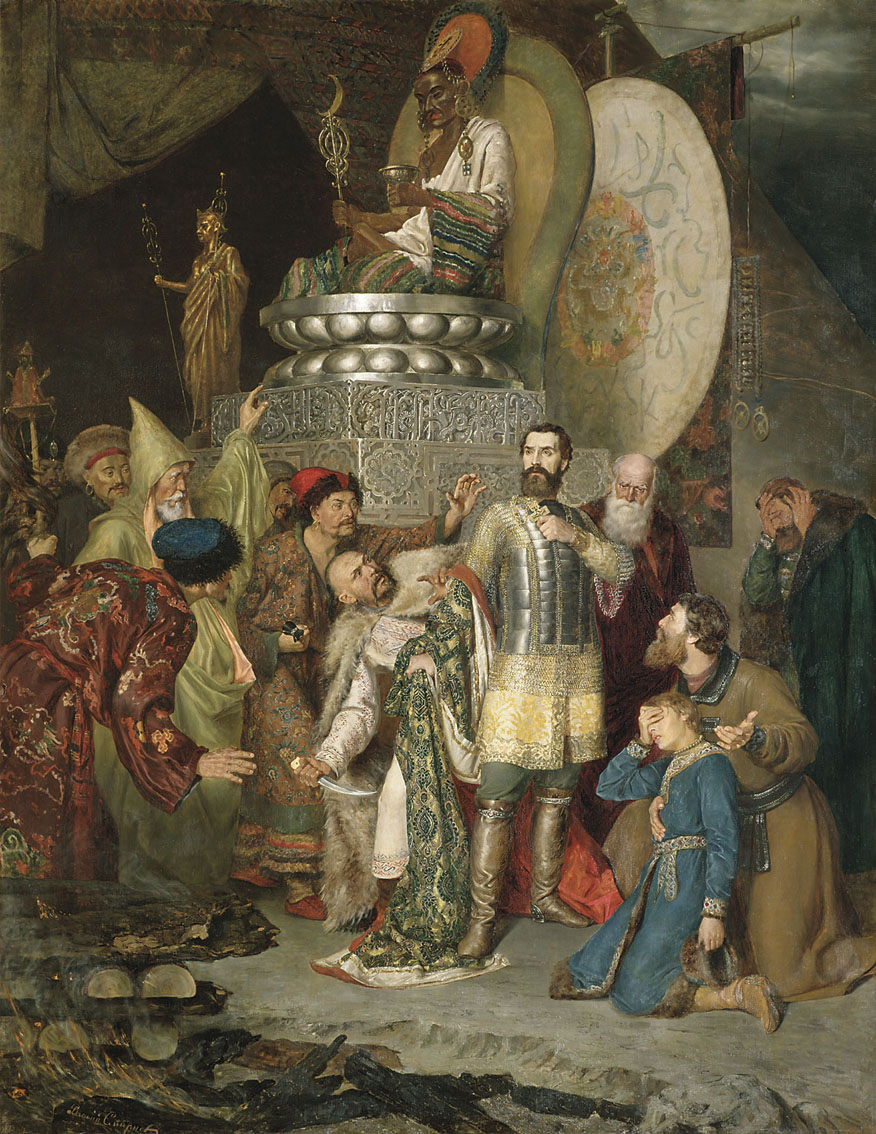
II. Mihály kijevi nagyfejedelem Batu kán táborában. Nem volt hajlandó hódolni bálványok előtt, ezért a kán kegyetlenül megölette.

Ezúttal a tatárok nem távoztak, és fővárost hoztak létre maguknak: Szarajt, a Volga alsó folyásánál. Itt volt az Arany Horda, a Mongol Birodalom nyugati része kánjának a központja, aki az Orhon-völgyben lakó nagykánt képviselte. Innen felügyelte az alávetett Ruszt majdnem három évszázadig. Valamennyi orosz állam, beleértve Novgorodot, Szmolenszket, Halicsot és Pszkovot behódolt a tatároknak.
Ezt a kort a „tatár iga” néven emlegetik. Ez szörnyű elnyomást sugall, holott a valóságban a megtelepedett mongol hódítók már nem voltak olyan könyörtelenek és pusztítók, mint a hódító harc idején Nem foglalták el a Rusz területeit és lakóival nem voltak folytonos közvetlen kapcsolatban. Dzsingisz kán kivánságának megfelelően megőrizték állattenyésztő életmódjukat az általuk közvetlenül ellenőrzött területeken, így a Rusz földművelőivel és városlakóival nemigen kerültek összeütközésbe, legalábbis a tatár iga első szakaszában. A meghódított területekre adót vetettek ki, amit általában a helyi fejedelmek gyűjtöttek be és szállítottak Szarajba. A 14. és a 15. században, a tatár kánságok felemelkedésével kezdődtek el a rabszolgaszerző hadjáratok a szlávok ellen. A rabszolgákat a felemelkedő Oszmán Birodalomnak adták el. Ezek a hadjáratok súlyos károkat okoztak a moszkvai és a litván nagyhercegségeknek, és akadályozták a Vad Mezők néven ismert sztyeppei és erdős-sztyeppe határterületek benépesedését Moszkvától délre a Fekete-tengerig. Ez a helyzet vezetett a kozák hadak kialakulásához.
A vallás ügyeiben a mongolok rendkívül toleránsak voltak. Amikor először megjelentek Európában, sámánisták voltak, ami azt jelentette, hogy hiányzott belőlük a vallási fanatizmus. Miután az iszlám hitre tértek, ugyanolyan toleránsak maradtak. Az Arany Horda kánja, aki az elsők közt lett muszlim, még azt is megengedte a Rusz lakóinak, hogy a fővárosában keresztény püspökséget alapítsanak a 13. század vége felé. Fél évszázaddal később Nogaj kán a bizánci császár egyik lányát is feleségül vette, a saját egyik lányát pedig Fekete Teodor szmolenszki fejedelemhez adta. Voltak olyan történészek - köztük a szovjet korszakban az új-eurazsionista Lev Gumiljov -, akik szerint nem is volt mongol invázió. Szerintük a Rusz fejedelmei egyszerűen csak szövetséget kötöttek a Hordával a fanatikus Német Lovagrend ellen, amelynek a támadásai sokkal nagyobb veszélyt jelentettek a Rusz vallására és kultúrájára.
A tatár igának mindenképpen volt sötét oldala. A nagy hatalmú nomád horda szomszédsága folyamatos fenyegetést jelentett a Ruszra. A támadások nem voltak gyakoriak, de amikor megtörténtek, nagy és kiszámíthatatlan mértékű pusztítást okoztak. Két támadás közt a Rusz lakóinak adót kellett fizetniük. Kezdetben tatár adószedők gyűjtötték be, később a helyi fejedelmek.

## Hatása a Rusz fejlődésére
A hódítás más-más hatást gyakorolt a kijevi Rusz különböző területeire. Colin McEvedy (Atlas of World Population History, 1978) becslése szerint a Rusz népessége a hódítás következményeképpen lecsökkent. Egyes központoknak, magának Kijevnek is, évszázadokig tartott az újraépítés. A rivális Moszkva és Tver ugyanakkor a mongol támadás után kezdett el virágozni. Azt, hogy Moszkva domináns szerephez jutott a Rusz keleti és északi részén, a mongoloknak köszönhette. 1327-ben, amikor Tver fejedelme csatlakozott egy felkeléshez, I. Iván moszkvai fejedelem segített a mongoloknak leverni a lázadást és elpusztítani a tveri területeket. A riválist így megsemmisítve, hozzájárult, hogy az orosz ortodox egyház tegye át székhelyét Vlagyimirből Moszkvába. A mongoloktól nagyfejedelmi címet kapott. Ezzel a moszkvai fejedelmek lettek a Rusz és a mongolok közti fő közvetítők, ami további előnyöket jelentett. A Rusz egyéb területeit a mongolok időnként feldúlták, de a moszkvai területekhez nem nyúltak. Ez nemesi és paraszti betelepülőket vonzott a biztonságosabb moszkvai nagyfejedelemségbe.
Bár a kulikovói csatában 1380-ban a Rusz csapatai legyőzték az Arany Hordát, a mongol dominancia és az adófizetési kötelezettség megmaradt 1480-ig, az Ugorscsina néven emlegetett csetepatéig az Ugra folyónál.

### Társadalmi hatásai

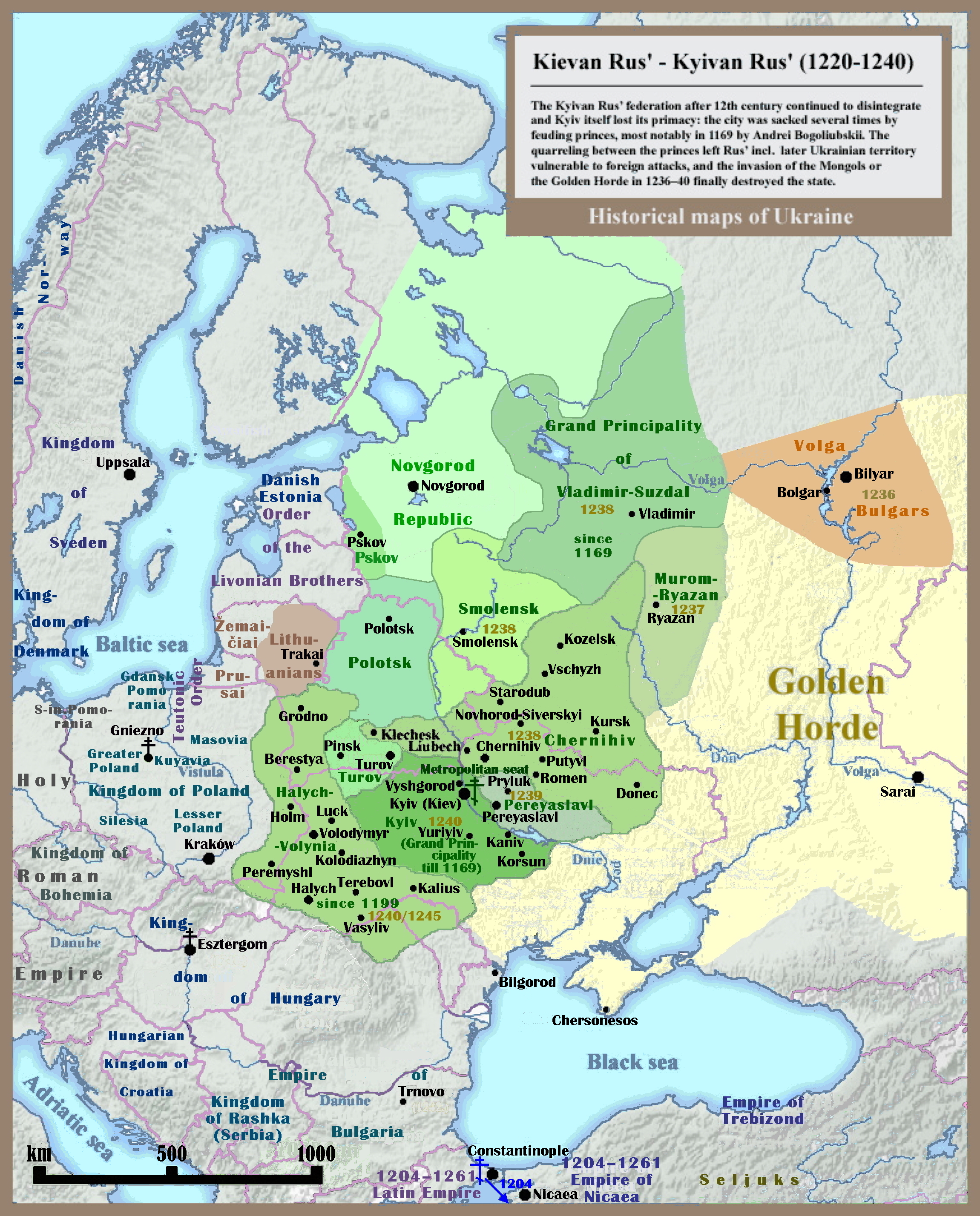
A Kijevi Rusz fejedelemségei, 1220–1240. A Vlagyimir–Szuzdali, a Szmolenszki, a Csernyigovi vagy Rjazanyi fejedelemségeket, a Moszkvai Fejedelemség annektálta 1521-ben

A mongol hódítás hosszútávú társadalmi hatásai vitatottak. Volt, aki a mongolokat hibáztatta a kijevi Rusz felbomlásárt és a keleti szlávok három népre szakadásáért, illetve a keleti despotizmus meghonosodásáért. Moszkva fejlődésében biztosan jelentős szerepet játszottak a mongolok. A mongol iga idején fejlődött ki a moszkvai feudális hierarchia, a "mesztnyicsesztvo", a mongol típusú postai hálózat, a mongol örtöö (orosz neve: jam) rendszert követve. Mongol mintákat követett a moszkvai népszámlálási gyakorlat, a pénzügyi rendszer és a katonai rendszer.
Az orosz és a mongol uralkodó osztályok közt ebben a korszakban élénk kapcsolatok működtek. 1450-re a tatár nyelv a moszkvai nagyfejedelem udvarában is divatos lett, a túlzott tatárszeretettel is megvádolt II. Vaszilij idején. Sok orosz nemesi család vett fel tatár nevet (például a Veljamanov család egyik tagja az "Akszak' nevet vette fel, és leszármazottai már az Akszakov nevet viselték). Sok orosz bojár család vezette vissza a családfáját mongol vagy tatár ősökre, mint a Veljaminov-Zernovok, a Godunovok, az Arszenyjevek, a Bahmetyevek, a Bulgakovok és a Csadajevek. Egy 17. századi felmérés szerint az orosz nemesi családok több, mint 15 százalékának volt tatár, vagy keleti eredete.
A mongolok megváltoztattáka Rusz államainak gazdasági erőviszonyait is. A vallási szféra sem maradt érintetlen. A borovszki Szent Pafnutiusz egy mongol adószedő (darugacsi) unokája volt. Bergaj kán egyik unokaöccse keresztény hitre tért, szerzetes lett és szentté avatták.
Az igazságszolgáltatásban, a mongolok megjelenése után a halálbüntetés – amelyet a kijevi Ruszban korábban csak rabszolgákra alkalmaztak – széles körben elterjedtté, és a kínzás a bűnüldözési eljárás megszokott részévé vált. Moszkvában az árulónak ítélteket lefejezték, az ismételten tolvajláson kapottakat pedig fizikailag megbélyegezték.

## Fordítás
- Ez a szócikk részben vagy egészben  a   Mongol invasion of Rus' című angol Wikipédia-szócikk ezen változatának fordításán alapul.  Az eredeti cikk szerkesztőit annak laptörténete sorolja fel. Ez a jelzés csupán a megfogalmazás eredetét és a szerzői jogokat jelzi, nem szolgál a cikkben szereplő információk forrásmegjelöléseként.